# Hyllus stigmatias
Hyllus stigmatias là một loài nhện trong họ Salticidae.
Loài này thuộc chi Hyllus. Hyllus stigmatias được Ludwig Carl Christian Koch miêu tả năm 1875.